# 1X Band
1X Band — словенская музыкальная группа, основанная в 1991. Фронтменом группы является Коул Моретти, являющийся одним из ярких представителей словенской эстрады. Коллектив представлял Словению на конкурсе песни Евровидение 1993 с песней «Tih deževen dan». Это было дебютным выступлением Словении на конкурсе Евровидение. Тогда группа финишировала 22-й (среди 25-ти возможных позиций), с результатом в 9 баллов. Дебют оказался неудачным, и в следующем (1994) году Словения не была квалифицирована до участия в конкурсе.
Группа прекратила своё существование в 1997.

## Состав
- Cole Moretti (вокал, гитара)
- Tomaž Kosec (ударные)
- Andrej Bedjanič (клавишные)
- Brane Vidan (бас-гитара)

## Дискография

### Альбомы
- Novo jutro (1992)
- Tak je ta svet (1995)

### Синглы
- On a rainy day (1995)